# Titou Le Lapinou
Titou Le Lapinou (ou Titou tout court) est un chanteur virtuel d'animation 3D pour les jeunes enfants (entre 1 et 6 ans en moyenne). Il est notamment connu pour ses deux premiers singles, Le Titou et Le Coucou De Titou, arrivés 4e et 6e respectivement au Top 50, en France. Titou a aussi sorti deux albums : Mon Premier Album, en 2006, et Le Monde De Titou, en 2008.

## Premier opus:Mon Premier Album

### Le Titou, un succès francophone
Le 15 juillet 2006, le premier single de Titou Le Lapinou fait une entrée à 15e place du Top 50. Les semaines suivantes, la chanson grappille des places et, à la 9e semaine, le single arrive à la 4e position, devant Nâdiya ou encore, Renaud. Ainsi, cette chanson deviendra un tube pour les enfants et sera couramment chanté dans les cours de récréation. Le single reste 24 semaines dans le Top 100 des singles en France et arrive à la 33e position en Belgique et atteindra la 77e place suisse.

### L'album
C'est le 4 novembre 2006 que le premier album du chanteur sort dans les bacs, nommé Mon Premier Album. La semaine de sa sortie, il atteint la 40e position du Top Album. La seconde, il monte à la 33e position, son meilleur classement. L'album chute cependant rapidement et passera même de la 64e place à 107e en une seule semaine. En tout, l'opus reste 8 semaines dans le Top 100, sans sorties. Et 17 semaines dans le Top 200, avec une sortie d'une durée approximative de 2 mois et demi. Mon Premier Album arrive à la 42e place en Belgique.

### Le Coucou De Titou, la confirmation
Le 18 novembre 2006, le deuxième single de Titou, Le Coucou De Titou, entre à la 6e position, la meilleure place de celui-ci. La chanson restera 26 semaines dans les chartes et dans le Top 100. Le single arrive aussi à 7e position en Belgique francophone, le 6 janvier 2007.

### Les Gros Mots Des Tout-Petits, le succès continue
Le 7 avril 2007, le troisième et dernier extrait de l'opus Mon Premier Album sort dans les bacs. Le single atteint la 11e place française et la 23e en Belgique. En tout le single reste 21 semaines dans le Top 100 des singles et passe sa dernière semaine à la 99e position.

## Second Opus:Le Monde De Titou

### La Danse De Titou, le dernier single
Le 28 juin 2008, la chanson entre la 17e place, qui sera sa meilleure position. Puis, le single descendra doucement dans les profondeurs du classement pour ne jamais plus refaire surface : 17, 20, 19, 21, 24, 27, 28, 32, 38... Ce single sera le dernier de Titou Le Lapinou et ne rentrera pas dans le classement en Belgique francophone.

### L'album
La même semaine que la sortie du single, l'album, nommé Le Monde De Titou fait son entrée à la 127e place. A la 4e semaine, l'album atteindra sa meilleure position : la 96e. L'album ne restera que onze semaines dans le Top 200 et se vendra à 19 000 exemplaires, ce qui sera considéré comme un échec commercial.

### 1, 2, 3 Soleil, le single digital
La Danse De Titou n'est pas tout à fait le dernier single puisque le titre 1, 2, 3 Soleil se vendra sur le net. Cependant, il n'atteindra que la 104e position digitale.

## Discographie

### Albums
| Année | Album             | Meilleur Classement | Meilleur Classement | Ventes             |
| Année | Album             | France              | Belg/Fr             | Ventes             |
| ----- | ----------------- | ------------------- | ------------------- | ------------------ |
| 2006  | Mon Premier Album | 33                  | 42                  | 82 000 exemplaires |
| 2008  | Le Monde De Titou | 96                  | 61                  | 19 000 exemplaires |

### Singles
| Année | Single                        | Meilleur Classement | Meilleur Classement | Meilleur Classement | Album             |
| Année | Single                        | France              | Belg/Fr             | Suisse              | Album             |
| ----- | ----------------------------- | ------------------- | ------------------- | ------------------- | ----------------- |
| 2006  | Le Titou                      | 4                   | 33                  | 77                  | Mon Premier Album |
| 2006  | Le Coucou De Titou            | 6                   | 7                   | -                   | Mon Premier Album |
| 2007  | Les Gros Mots Des Tout-Petits | 11                  | 22                  | -                   | Mon Premier Album |
| 2008  | La Danse De Titou             | 17                  | -                   | -                   | Le Monde De Titou |
| 2008  | 1, 2, 3 Soleil                | (TL=104)            | -                   | -                   | Le Monde De Titou |

## A l'international
Titou le lapinou est édité en polonais par Warner Music France. Ses deux albums sortiront sous l'appellation "Króliczek Titou" sur MiniMini, avec un timbre de voix similaire. "Vive le vent de Titou", présent sur "Mon premier album édition collector", n'apparaît pas sur l'album en polonais, "Moja pierwsza plyta". Il apparaît sur une autre version de cet album, qui présente des flocons de neige sur la face avant.

Les albums de Titou, en polonais

Ces mêmes albums en français